# Valzer transgenico
Valzer transgenico è un singolo discografico di Elio e le Storie Tese, pubblicato nel 2006.

## Storia
Il singolo esce durante il periodo del Festival di Sanremo, con la collaborazione di Mondo Marcio, Stefano Bollani e Mauro Negri. È stato pubblicato solo sul web ed è stato spacciato come canzone esclusa dal Festival della Canzone Italiana 2006 in quanto presentato alla commissione per la scelta dei brani oltre il termine ultimo valido per le selezioni, così come accaduto (realmente) a Loredana Bertè.